# Operário FC (MS)
Az Operário Futebol Clube, vagy Operário (MS), labdarúgócsapatát 1938-ban Campo Grandéban hozták létre. A  brazil együttes Mato Grosso do Sul állam első osztályú bajnokságában szerepel.

## Története
Az együttest egy építőmunkásokból álló csoport, élükön Plínio Bittencourttal alapította 1938. augusztus 21-én.
1970 óta szerepelnek Brazília profi labdarúgó életében, és az ország Közép-nyugati régiójának legeredményesebb csapatává nőtték ki magukat.
1976-78-ig három állami címet helyezhettek a klub székházába, ráadásul az 1977-es országos Série A küzdelmeit a harmadik helyen zárták. 1979-ben az ötödik, 1981-ben pedig a hetedik helyen végeztek.
Jelenleg a csapat komoly anyagi válságban van, melyet a 2014. augusztus 21-én, a klub 76-ik születésnapján megválasztott Estevão Petrállas elnök segédletével próbálnak megoldani.

## Sikerlista

### Állami
- 11-szeres Sul-Mato-Grossense bajnok: 1979, 1980, 1981, 1983, 1986, 1988, 1989, 1991, 1996, 1997, 2018
- 4-szeres Mato-Grossense bajnok: 1974, 1976, 1977, 1978

### Nemzetközi
- 1-szeres Szovjet Nemzetközi Kupagyőztes: 1973
- 1-szeres President's Cup győztes: 1982